# Merufe
Merufe é uma povoação portuguesa sede da Freguesia de Merufe do Município de Monção, freguesia com 28,49 km² de área e 864 habitantes (censo de 2021), tendo, por isso, uma densidade populacional de 30,3 hab./km².

## História
Aí situava-se a Torre de Abreu, com couto e honra do mesmo nome.

## Demografia
A população registada nos censos foi:
| Distribuição da População por Grupos Etários | Distribuição da População por Grupos Etários | Distribuição da População por Grupos Etários | Distribuição da População por Grupos Etários | Distribuição da População por Grupos Etários |
| -------------------------------------------- | -------------------------------------------- | -------------------------------------------- | -------------------------------------------- | -------------------------------------------- |
| Ano                                          | 0-14 Anos                                    | 15-24 Anos                                   | 25-64 Anos                                   | > 65 Anos                                    |
| 2001                                         | 109                                          | 161                                          | 604                                          | 363                                          |
| 2011                                         | 96                                           | 71                                           | 557                                          | 373                                          |
| 2021                                         | 50                                           | 57                                           | 371                                          | 386                                          |

## Património
- Igreja Paroquial de Merufe;
- Capela de Santa Eulália, em Pica;
- Capela de Santo André, em Santo André;
- Capela de Cernadas;
- Capela do Senhor dos Passos, em Carvalhinhos;
- Capela da Senhora da Saúde, no Carvalhal;
- Capela de São Salvador, na Granja;
- Capela de Santo António da Brêa, na Granja de Cima;
- Capela da Senhora dos Remédios, em Ormela;
- Capela da Senhora da Agonia, de Carvalhas.

## Personalidades
É a terra natal de José Gomes Temporão, ex-Ministro da Saúde do Brasil.